# Зоопсихологія
Зоопсихоло́гія — наукова дисципліна на перетині біології, зоології та психології, що досліджує психіку, інтелект та поведінку тварин.

## Історія
Становлення зоопсихології припадає на другу половину XIX століття. Стимулом для появи зоопсихології стала еволюційна теорія, зокрема праця Ч. Дарвіна «Прояв емоцій у людей та тварин» (1872). Першою темою зоопсихологічних досліджень стало вивчення інтелекту тварин, а одною з перших книг на цю тематику «Інтелект тварин» Д. Романеса.

## Свідомість у тварин
Ознаки свідомості були підтверджені в багатьох тварин зокрема у ссавців, птахів, молюсків, та комах.

## Додаткова література

### Книги
- В. В. Доценко (2019). Зоопсихологія: навчальний посібник. — МВС України, Харків. Національний університет внутрішніх справ – 240 с.
- Н. В. Коляденко (2019). Зоопсихологія та порівняльна психологія: підручник — Київ: ДП «Вид. дім «Персонал» – 508 с.
- М. Філоненко, М. Шевців (2019). Зоопсихологія з основами етології. — Центр навчальної літератури. – 242 с. ISBN 978-611-01-0392-3.
- О.Ф. Яцина (2010). Зоопсихологія: навчально-методичний посібник. — Ужгород: Видавництво УжНУ «Говерла», 2010. – 144 с.
- О. В. Севериновська, О. Є. Пахомов, В. К. Рибальченко. (2010). Етологія (основи поведінки тварин): підручник для вищих навчальних закладів – Дніпро: Вид-во Дніпропетр. нац. ун-ту. – 292 с

### Журнали
- Journal of experimental psychology. Animal learning and cognition
- Journal of Comparative Psychology (American Psychological Association)
- International Journal of Comparative Psychology
- Journal of Comparative Physiology A: Neuroethology, Sensory, Neural, and Behavioral Physiology (Springer)

### Статті
- Birch Jonathan; Schnell Alexandra K.; Clayton Nicola S. (2020). Dimensions of Animal Consciousness. Trends in Cognitive Sciences 24 (10). doi:10.1016/j.tics.2020.07.007.